# Деформируемость
Деформируемость — способность материала принимать необходимую форму под влиянием внешних сил (нагрузки) без разрушения и при меньшем сопротивлении нагрузке. Данное механическое свойство может быть улучшено методами упрочнения машин. Количественная мера деформируемости показатели или критерии деформируемости — условные величины, оценивающие деформируемость при заданном характере нагружения и состоянии материала. Используют также термин технологическая деформируемость как совокупность деформации, сопротивления деформации и других технологических характеристик конкретного процесса обработки давлением.

## Применение деформируемости
Чаще ассоциируют с металлургией, но эта способность материала можно встретить также в биореологии, строительстве, геологии и других науках. Деформируемость заготовки при обработке материалов давлением называется прессуемость, прокатываемость, штампуемость, протягиваемость и т.д.